# Helicops scalaris
Helicops scalaris — вид змій родини полозових (Colubridae). Мешкає в Колумбії і Венесуелі.

## Поширення і екологія
Helicops scalaris мешкають в басейні озера Маракайбо у венесуельскому штаті Сулія та на півночі колумбійського департамента Норте-де-Сантандер. Ведуть водний спосіб життя, зустрічаються у прісних та солонуватоводних водоймах. Живляться рибою. Яйцеживородні.